# Przetwarzanie obrazów cyfrowych

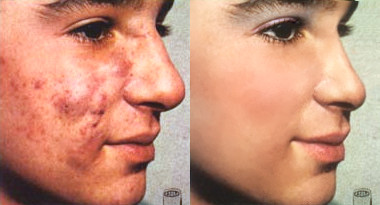
Retusz fotograficzny, z lewej przed, z prawej po korekcie

Przetwarzanie obrazów cyfrowych (ang. digital image processing, DIP) – jedna z dziedzin przetwarzania sygnałów cyfrowych oraz grafiki komputerowej. Zajmuje się reprezentacją obrazu w postaci cyfrowej oraz komputerowymi algorytmami przetwarzania i akwizycji obrazów cyfrowych.
Cyfrowe przetwarzanie obrazów obejmuje m.in. operacje:
- filtracji,
- binaryzacji,
- segmentacji,
- transformacji geometrycznej,
- transformacji pomiędzy przestrzeniami barw (RGB, grayscale, binary, indexed) lub (RGB, CMYK itd.),
- wyrównania histogramu,
- morfologiczne,
- kodowania,
- kompresji.